# Eumillipes persephone
Eumillipes persephone (лат.) — вид многоножек, единственный в составе рода Eumillipes из семейства Siphonotidae (отряд Polyzoniida). Обладает рекордным числом ног — до 1306.

## Распространение
Обнаружены в 2020 году под землей в трёх просверленных скважинах на глубине около 60 м в горнодобывающем районе провинции Голдфилдс в Западной Австралии. Эти геологические скважины диаметром в 150 мм и глубиной от 4 до 81 м первоначально предназначались для разведки полезных ископаемых и находились примерно в 100 км к западо-юго-западу от города Норсман (внутри великих западных лесных массивов).

## Этимология
Родовое название, Eumillipes, означает «настоящая многоножка» (греческое eu-, «настоящая»; латинское mille, «тысяча»; латинское pes, «нога»), подразумевая подлинное обладание более чем 1000 ногами. Видовое название E. persephone (др.-греч. Περσεφόνη, Персефона) отсылает к одноимённой греческой богине, царице подземного мира; изначально она жила на поверхности, но затем Аид унёс её под землю.

## Описание
Многоножка среднего размера, нитевидная (длина около 95 мм, ширина около 1 мм), глаза отсутствуют. Имеет от 198 до 330 сегментов и до 1306 ног. Это рекордное количество конечностей среди всех обитателей планеты и первая многоножка с более чем тысячью ног. Прошлый рекорд принадлежал многоножке Illacme plenipes, у которой до 750 ног.
Экзоскелет однородно бледный, кремового цвета — без тёмной пигментации, продольных и поперечных полос, как у видов, обитающих на поверхности. Головная капсула небольшая, коническая, удлинённая в заострённую мордочку. Прозониты и метазониты стволовых колец одинаковой ширины; прозониты не узкие, как у Siphonophorida. Кольца гладкие, не покрытые ни кутикулярным орнаментом, ни длинными щетинками, как у Siphonophorida. Темя головы с двумя макросетами. Усики толстые с антенномерами одинакового размера. Усики не сильно изогнуты между антенномерами 3, 4, как у Siphonorhinidae (Siphonophorida). Гнатохиляриум редуцирован до трёх склеритов: ментум, левый и правый стипесы. Озопоры расположены далеко от боковых краев тергитов; размещены на двух третях расстояния от средней линии латерально до краев тергитов. Тельсон образует полное кольцо вокруг анальных клапанов. Когти лапок в основании с длинным коготком сигмовидной формы, который превышает длину самого когтя.

## Систематика
Вид был впервые описан в 2021 году американским зоологом Полом Мареком (Политехнический университет Виргинии, Блэксберг, Виргиния, США). Вид Eumillipes persephone выделен в отдельный род Eumillipes и включён в состав семейства Siphonotidae (в отряде Polyzoniida). Род отличается от других родов семейства Siphonotidae по следующим признакам: передние гоноподы (9-я пара ног) сильно модифицированы слитыми подомерами 3—4, а не ногоподобными, как у родов трибы Siphonotini. Вершины передних гонопод отчетливо раздваиваются на два отростка, а не на один отросток, как у родов Rhinotus и Siphonoconus.